# 同光十三絕
同光十三絕，全称同光朝名伶十三绝，是指清代同治光緒年間的十三位著名演員以及描繪他們的畫作。
根据三六九画报社《同光朝名伶十三绝传略》所载，該畫由畫家沈容圃所畫，該畫作中描繪了當時各行的著名演員以及他們代表劇目的扮相。因此後來這十三人就被稱作同光十三絕，這十三人為京劇初興時期北京劇壇的代表性演員，但其中也有昆曲演員。
中国戏剧学家颜长珂认为，此画乃是由《三六九画报》朱复昌等人以沈蓉圃戏画中的人物拼凑而成的伪作。

## 演員及畫中扮演行當角色
- 第一排，左起
- 第一位，張勝奎：老生，《一捧雪》中的莫成。
- 第二位，劉趕三：丑，《探親家》中的鄉下媽媽。
- 第三位，程長庚：老生，《群英會》中的魯肅。
- 第四位，時小福：青衣，《桑園會》中的羅敷。
- 第五位，盧勝奎：老生，《空城計》中的諸葛亮。
- 第六位，譚鑫培：武生，《惡虎村》中的黃天霸。
- 第二排，左起
- 第一位，郝蘭田，老旦，《行路訓子》中的康氏。
- 第二位，梅巧玲：旦，《雁門關》中的蕭太后。
  - 辽代的萧太后设定为穿着吉服、戴着花朵钿子的清朝命妇形象，是戏曲常见的，以清朝旗人妇女服饰装扮少数民族女性的惯例。2018年，电视剧《大宋宫词》制作时，以《清昇平署戏曲人物扮相谱》中近似的造型为萧太后装扮，误以为来源于《同光十三绝》[2]。
- 第三位，余紫雲：旦，《彩樓配》中的王寶釧
- 第四位（全画中心位），徐小香：小生，《群英會》中的周瑜。
- 第五位，楊鳴玉：丑，昆劇《思志誠》中的明天亮。
- 第六位，朱蓮芬，旦，《玉簪記》中的陳妙常。
- 第七位，楊月樓：鬚生，《四郎探母》中的楊延輝。